# Подводные лодки проекта 865 «Пиранья»
Малые подводные лодки проекта 865 «Пиранья» — проект подводных лодок ВМФ СССР и Российской Федерации. Тип состоял на вооружении флота с 1990 года по 1999 год. Всего было построено две подводные лодки данного проекта: МС-520 и МС-521. Дальнейшее строительство подобных лодок в СССР было приостановлено. В результате серия ограничилась опытной МС-520 и головной МС-521, сданной флоту в декабре 1990 года.

## История проектирования и строительства
Во второй половине 1970-х годов командование ВМФ СССР выдало ленинградскому Специальному морскому бюро машиностроения «Малахит» техническое задание на проектирование первого проекта советской сверхмалой подводной лодки. ТТЗ определяло, что такая лодка предназначается для использования на морском театре с обширной мелководной акваторией шельфа, в диапазоне глубин от 10 до 200 метров. Подлодка должна была решать задачи противодействия противнику и вести разведку. Для обеспечения этих задач на лодке следовало разместить соответствующее радиоэлектронное вооружение, минно-торпедное оружие, а также водолазный комплекс для выполнения специальных задач на глубинах до 60 метров. По ТТЗ водоизмещение подводной лодки не должно было превышать 80 тонн.
Главным конструктором проекта 865 был назначен Л. В. Чернопятов, которого в 1984 году сменил Ю. К. Минеев. Так как более ранние наработки Остехбюро по сверхмалым ПЛ были засекречены и прочно забыты, вновь потребовалось начинать проектирование «с нуля». В ходе проектирования ПЛ проекта 865 был выполнен значительный объём опытных работ, модельных и натурных испытаний, экспериментов по отдельным конструкциям, устройствам и технологическим процессам.
Закладка опытной подводной лодки состоялась на Ленинградском Адмиралтейском объединении в июле 1984 года. Её габариты составляли: длина 28,2 метра, ширина 4,7 метра, средняя осадка 3,9 метра, водоизмещение надводное — 218 тонн.

## Конструкция
Корпус ПЛ проекта 865 был выполнен из титанового сплава и рассчитан на глубину погружения 200 метров. Полная подводная скорость достигала 6,7 узлов, надводная — 6 узлов. Дальность плавания под водой экономичным ходом (4 узла) достигала 260 миль, в надводном положении — 1000 миль.
В центральном посту располагались пульт оператора, приборные стойки и средства отображения информации, а также органы управления основными системами и устройствами. Под палубным настилом центрального поста размещалась аккумуляторная яма. Ближе в нос от пульта оператора находились входной люк, перископ, шахта выдвижного устройства комплекса РЛС. Центральный пост ограничивала носовая сферическая переборка, имевшая входной люк в шлюзовую камеру. На носовой переборке располагался иллюминатор для наблюдения за работой водолазов и шлюз для передачи предметов из ЦП в камеру. Там же находились приборы управления системой шлюзования водолазов.
От электромеханического отсека центральный пост отделяла плоская кормовая переборка с газоплотной дверью. В электромеханическом отсеке на целиком амортизированной относительно прочного корпуса платформе на отдельных амортизаторах стояли дизель-генератор мощностью 160 кВт, гребной электродвигатель постоянного тока в 60 кВт, насосы, вентиляторы, компрессор и другое оборудование. Благодаря такой системе двухкаскадной амортизации в сочетании с шумопоглощающими покрытиями на корпусных конструкциях подлодка проекта 865 обладала очень малой шумностью. Электромеханический отсек в походе посещали только для проверки состояния технических средств. Винт, размещённый в поворотной кольцевой насадке, выполнял также функции вертикального руля.

## Вооружение
Комплекс вооружения ПЛ размещался в средней части надстройки и состоял из двух грузовых контейнеров для транспортировки водолазного снаряжения (4 буксировщика типа «Протон» или 2 транспортировщика типа «Сирена-У») и двух устройств минной постановки, в которых размещались две мины типа ПМТ, либо две решётки для 400-мм торпед «Латуш» (специальный вариант торпеды СЭТ-72), используемых «самовыходом» на всём диапазоне глубин. Прочный грузовой контейнер заполнялся забортной водой, и представлял собой цилиндрическую конструкцию длиной около 12 метров и диаметром 62 см. Для погрузки, выгрузки и крепления водолазного снаряжения предусматривался выдвижной лоток. Привод и органы управления выдвижного лотка располагались внутри прочного корпуса.
Устройство минной постановки состояло из пусковой проницаемой решётки с направляющими дорожками пневмомеханического выталкивающего устройства, которое обеспечивало выталкивание мины вперёд по ходу подлодки. Предусматривалась также возможность размещения торпеды вместо мины. Радиоэлектронное вооружение было специально разработано для этого проекта. На «Пиранье» был установлен малогабаритный радиолокационный комплекс МРКП-60 «Радиан-М», а также гидроакустический комплекс МГК-13С «Припять-С».

## Экипаж
Экипаж подводных лодок проекта «Пиранья» состоял из трёх офицеров: командира-штурмана, помощника по электромеханической части и помощника по радиоэлектронному вооружению. Кроме них, на борт принималась разведывательно-диверсионная группа из шести боевых пловцов. Выход боевых пловцов осуществлялся в пределах глубин до 60 метров и на грунте. Находясь вне лодки, боевые пловцы/водолазы имели возможность использовать подаваемую с неё по проводам электроэнергию, а также пополнять запас газовой смеси в дыхательных приборах. В ходе эксплуатации ПЛ проекта для каждой лодки было сформировано по два сменных экипажа. Существовал ещё и технический экипаж, предназначенный для обслуживания обеих лодок.

## Служба
20 августа 1986 года опытная лодка, получившая тактический номер МС-520, была спущена на воду. Затем на протяжении 2 лет она проходила заводские и государственные испытания, которые завершились лишь в декабре 1988 года. С 1989 года МС-520 находилась в Лиепае в составе 22-й бригады подводных лодок. Выходы подлодки в море были сопряжены с трудностями, а боевая подготовка оказалась весьма сложной. В испытаниях подводной лодки участвовал гидронавт-испытатель 40 ГНИИ Министерства обороны А. И. Ватагин, которому впоследствии было присвоено звание Героя Советского Союза.
В середине 1990-х годов Людвиг Файнберг по заказу одного из крупнейших наркобаронов в мире Пабло Эскобара пытался приобрести в России сверхмалую подводную лодку проекта 865. Тогда сделка сорвалась.
В марте 1999 года обе подводные лодки проекта 865 «Пиранья» были отбуксированы в Кронштадт для разделки на металлолом, прослужив менее десяти лет. Причин для досрочного вывода ПЛ из боевого состава флота было много: недостаток финансирования, мнение ряда флотских специалистов о ненужности таких кораблей, а также явные недостатки проекта (слишком большое водоизмещение и трудности эксплуатации).
| Название | Заводской номер | Закладка       | Спуск на воду   | Вступление в строй |
| -------- | --------------- | -------------- | --------------- | ------------------ |
| МС-520   | 01465           | 15 июля 1984   | 20 августа 1986 | 30 декабря 1988    |
| МС-521   | 01466           | 1 декабря 1987 | 31 мая 1990     | 25 декабря 1990    |

## В культуре
- Одна из подводных лодок проекта принимала участие в съёмках российского художественного фильма «Особенности национальной рыбалки»[6][7].
- Макет подводной лодки типа «Пиранья» экспонируется в составе Музейной экспозиции истории подводного флота СССР в Московской области, на территории отеля «Мистраль»[8].